# North American NA-16
El North American NA-16 fue el primer avión de entrenamiento construido por la North American Aviation, así como el iniciador de una serie de aviones de entrenamiento de la North American que los que se producirían más de 17 000 unidades, en particular la familia T-6 Texan.

## Diseño y desarrollo

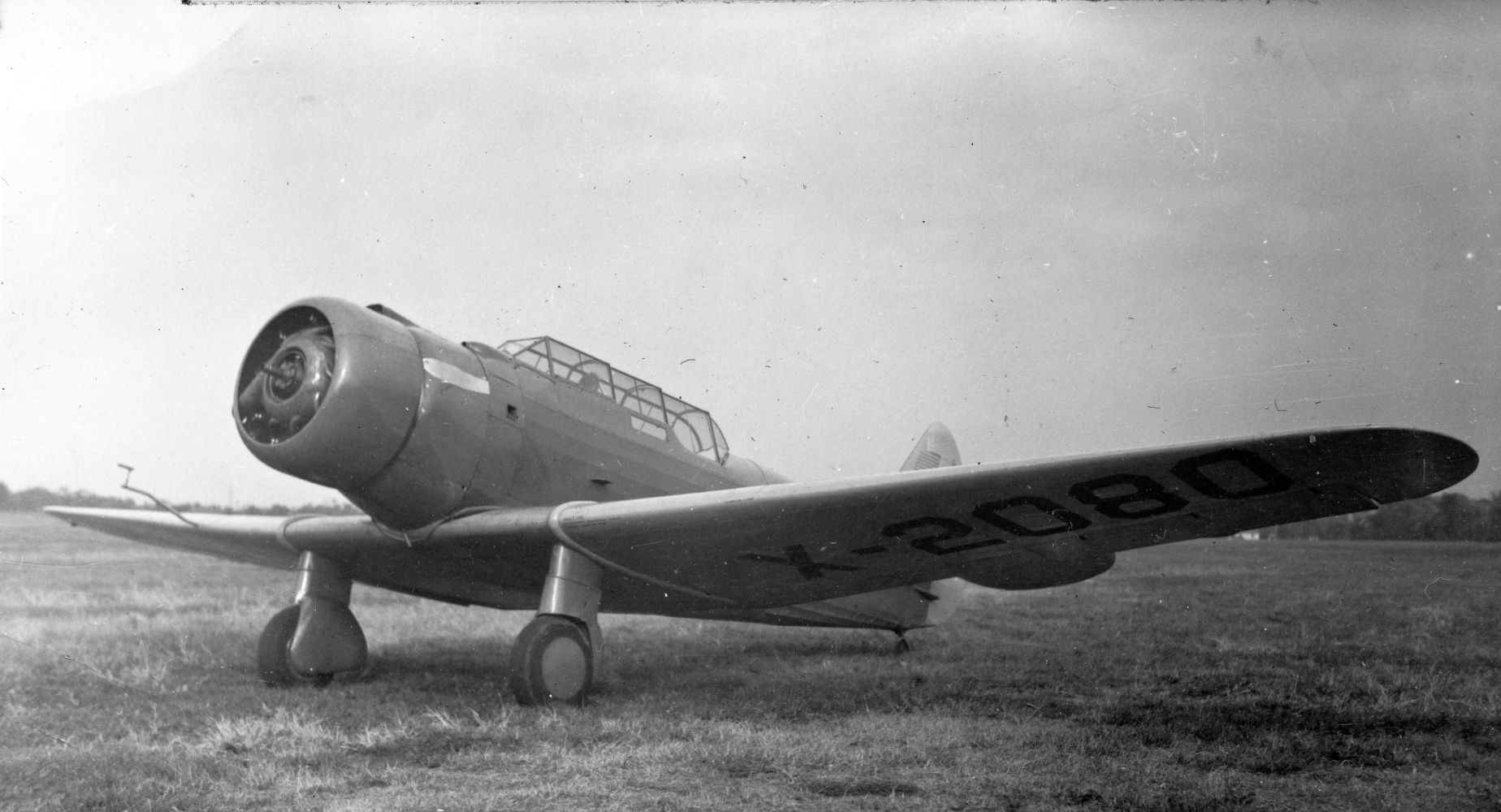
El primer NA-16 con su cubierta inicial y todavía con matrícula civil.

El NA-16 es una serie de monoplanos monomotores de ala baja, con asientos en tándem.
Sus variantes podían tener una cabina abierta (el prototipo y el NA-22) o tener una cubierta tipo invernadero que protegía ambas cabinas. En algunas variantes, la parte posterior de la cubierta podía abrirse para que el ametralladorista dispare. Se les instaló una variedad de motores radiales de diversa potencia, incluyendo al Wright Whirlwind, el Pratt & Whitney Wasp y el Pratt & Whitney Wasp Junior, según los requisitos del cliente. El fuselaje estaba construido con tubos de acero y usualmente cubierto de tela; sin embargo, las versiones posteriores tenían fuselajes monocasco de aluminio.
Durante el desarrollo del avión, el eje del timón fue mudado más atrás y el fuselaje se alargó en 15,24 cm. Muchas versiones tenían tren de aterrizaje fijo, pero las versiones posteriores podían tener tren de aterrizaje retráctil, montado en una sección central del ala ensanchada (que podía contener tanques de combistible integrados o no). La mayoría tenían alas con un borde de ataque recto, mientras que otros tenían alas con el borde de ataque ligeramente inclinado al frente en un intento por solucionar un problema con entradas en barrena.
Empleaban diversos modelos de timones, con los primeros ejemplares llevando un timón de perfil redondo, los ejemplares intermedios un timón con base cuadrada (Harvard I) y los últimos ejemplares el timón triangular de la serie AT-6, debido a una pérdida de control en ángulos de ataque altos de los primeros modelos. Los estabilizadores verticales y horizontales inicialmente estaban cubiertos con chapa corrugada de aluminio, pero en los últimos ejemplares iban cubiertos de tela y se incrementó la cuerda del estabilizador vertical cerca de sus puntas en las últimas versiones.
El NA-16 voló por primera vez el 1 de abril de 1935, siendo enviado al Cuerpo Aéreo del Ejército de los Estados Unidos para su evaluación como entrenador básico. El Ejército aceptó al avión, pero con algunos cambios mínimos. El NA-16 modificado fue redesignado por la North American como NA-18, cuyos ejemplares de serie entraron en servicio del Cuerpo Aéreo con la designación North American BT-9 (NA-19). Aviones similares continuaron vendiéndose al extranjero con la designación NA-16.

### Desarrollos extranjeros
Australia
La Commonwealth Aircraft Corporation produjo 755 unidades de una versión modificada del NA-16-2K, conocida como Wirraway, entre 1939 y 1946.
Argentina
Las experiencias con el NA-16-4P y el deterioro de las relaciones diplomáticas con Estados Unidos condujeron al desarrollo del I.Ae. 21 DL, que compartía la estructura del fuselaje del NA-16; sin embargo, demostró ser demasiado difícil de producir. En consecuencia, se construyó el I.Ae. 22 DL. Tenía una configuración similar, pero era estructuralmente distinto y mejorado para poder emplear los materiales disponibles.
Japón
El  NA-16-4RW y el NA-16-4R inspiraron el desarrollo del Kyushu K10W, cuando la Armada Imperial Japonesa ordenó a la Kyushu desarrollar un avión similar. El avión resultante se parecía poco al NA-16, sin embargo los servicios de inteligencia Aliados vieron tan pocos ejemplares que no se pudo corregir el error y algunos dibujos muestran un NA-16 modificado.

## Variantes

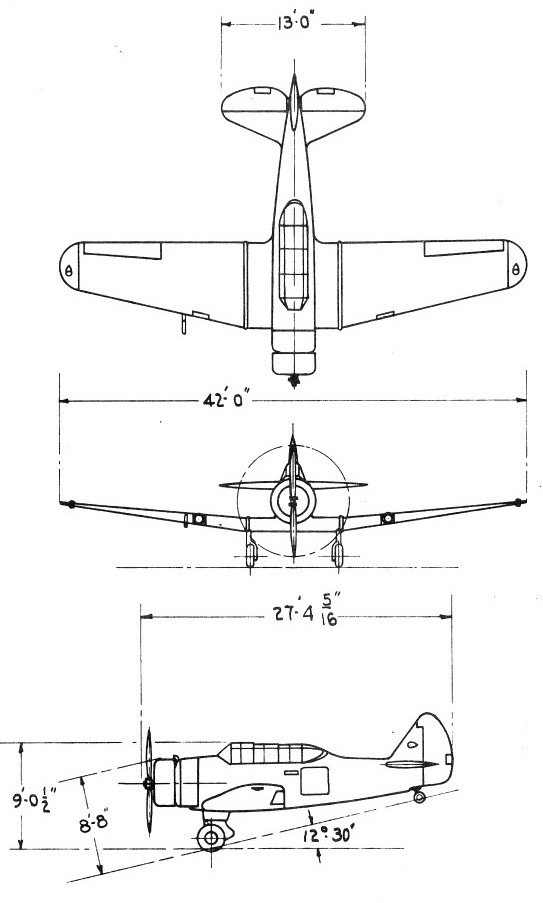
Dibujo del North American BT-9.

Esta lista incluye aviones construidos específicamente para exportación con la designación NA-16, así como aviones similares construidos para las Fuerzas Armadas estadounidenses.
NA-16
Uno para el Cuerpo Aéreo del Ejército de los Estados Unidos (pruebas), que dio origen a las series NA-18 y BT-9.
Propulsado por un Wright R-975 Whirlwind
Cuando el North American NA-16 fue diseñado, se pensó emplearlo en cinco papeles distintos, siendo designado NA-16-1 al NA-16-5:
NA-16-1Avión biplaza de propósito general, que pasó a ser el Harvard I.
NA-16-2Caza biplaza producido bajo licencia en Australia como el CAC CA-1 Wirraway.
NA-16-3Bombardero ligero biplaza. El primer avión de esta categoría fue el NA-26 con tren de aterrizaje retráctil, que evolucionó en el NA-36 (BC-1). El fuselaje cubierto de tela fue reemplazado por uno monocasco totalmente metálico para crear al NA-44, que ofreció la base para una serie de bombarderos ligeros y cuyas mejoras darían origen al AT-6.
NA-16-4Entrenador avanzado, que pasó a ser el North American BT-9 del Cuerpo Aéreo del Ejército de los Estados Unidos y constituyó el grueso de la producción inicial. La mejora del BT-9 con un fuselaje más largo cubierto de metal como el del NA-44 daría origen al North American NA-64 Yale y la mejora de sus alas daría origen al BT-14.
NA-16-5Caza monoplaza. Aunque nunca se empleó esta designación, pasó a ser el NA-50 vendido a Perú y más tarde el NA-68, que fue empleado de forma limitada por el Cuerpo Aéreo del Ejército de los Estados Unidos como el North American P-64.
BT-9 (NA-19)
42 unidades para el Cuerpo Aéreo del Ejército de los Estados Unidos - Cambios mínimos en el NA-18, nueva cubierta de la cabina.
Propulsado por un Wright R-975 Whirlwind.
BT-9A (NA-19A)
40 unidades para el Cuerpo Aéreo del Ejército de los Estados Unidos - Iba armado con una ametralladora sincronizada sobre el capó, una ametralladora sobre afuste flexible en la parte posterior de la cabina y tenía una cubierta de cabina modificada.
Propulsado por un Wright R-975 Whirlwind.
NA-16-2H (NA-20)
Solo se construyó uno para pruebas. Fue vendido a la Fuerza Aérea Hondureña.
Propulsado por un Wright R-975 Whirlwind.
NA-22
Solo se construyó uno para ser probado por el Cuerpo Aéreo del Ejército de los Estados Unidos, siendo rechazado por la baja potencia de su motor. Su cabina era abierta como la de los primeros NA-16 y su motor tenía una cubierta Townend.
Propulsado por un Wright R-760 Whirlwind.
BT-9B  (NA-23)
117 unidades para el Cuerpo Aéreo del Ejército de los Estados Unidos - No llevaba armamento y la parte posterior de la cubierta de la cabina estaba cerrada.
Propulsado por un Wright R-975 Whirlwind.
BT-9D (NA-23)
Un BT-9B modificado para el Cuerpo Aéreo del Ejército de los Estados Unidos - Prototipo del BT-14 con nuevas puntas alares, cubierta de cabina similar a la del Harvard, fuselaje alargado cubierto de tela, timón triangular y modificaciones mínimas.
Propulsado por un Pratt & Whitney R-985 Wasp Junior.
NA-16-3 Basic Combat demonstrator (NA-26)
Un avión de demostración armado y la primera variante con tren de aterrizaje retráctil, finalmente fue vendido a la Real Fuerza Aérea Canadiense, que lo modificó con piezas de Yale y Harvard.
Propulsado por un Pratt & Whitney R-1340 Wasp.
NA-16-2H  (NA-27)
Un avión de demostración armado vendido a la Real Fuerza Aérea de los Países Bajos - no es el mismo que el anterior NA-16-2H.
Propulsado por un Pratt & Whitney R-1340 Wasp.
NJ-1 (NA-28)
40 unidades construidas según especificaciones de la Armada estadounidense, básicamente un BT-9B remotorizado para servir como entrenador avanzado con tren de aterrizaje fijo.
Propulsado por un Pratt & Whitney R-1340 Wasp.
BT-9C  (NA-29)
66 unidades para el Cuerpo Aéreo del Ejército de los Estados Unidos - Un BT-9A con cambios menores.
Propulsado por un Wright R-975 Whirlwind.
Y1BT-10 (NA-29)
Solo se construyó uno para el Cuerpo Aéreo del Ejército de los Estados Unidos - Un BT-9 con motor más grande, similar al NJ-1 de la Armada, pero con armamento y pequeñas diferencias en el montaje del motor.
Propulsado por un Pratt & Whitney R-1340 Wasp.
BT-10 (NA-30)
Versión de serie cancelada del Y1BT-10 para el Cuerpo Aéreo del Ejército de los Estados Unidos.
Propulsado por un Pratt & Whitney R-1340 Wasp.
NA-16-4M (NA-31)
138 unidades para la Fuerza Aérea Sueca (Flygvapnet), con las designaciones Sk 14/Sk 14A. El Sk 14N se utilizó para probar el tren de aterrizaje delantero del SAAB 21.
Propulsado por un Wright R-975 Whirlwind (Sk 14) o un Piaggio P VIIc (Sk 14A).
NA-16-1A (NA-32)
Solo se construyó uno para la Real Fuerza Aérea Australiana, pero fue rechazado a favor del NA-16-2K, con tren de aterrizaje fijo y similar al Y1BT-10.
Propulsado por un Pratt & Whitney R-1340 Wasp.
NA-16-2K (NA-33)
756 unidades producidas en Australia para la Real Fuerza Aérea Australiana con mejoras locales, como CAC Wirraway.
Propulsado por un Pratt & Whitney R-1340 Wasp.
NA-16-4P (NA-34)
29 unidades para la Aviación del Ejército Argentino - Primera gran orden de exportación (las anteriores solo fueron de producción bajo licencia).
Propulsado por un Wright R-975 Whirlwind.
NA-16-4R (NA-37)
Solo se construyó uno para la Armada Imperial Japonesa como el demostrador de tecnología KXA-1, con tren de aterrizaje fijo y hélice tripala.
Propulsado por un Pratt & Whitney R-985 Wasp Junior.
NA-16-4 (NA-41)
35 unidades para la Fuerza Aérea de la República de China - Tren de aterrizaje fijo y fuselaje cubierto de tela.
Propulsado por un Wright R-975 Whirlwind.
NA-16-2A (NA-42)
Solo se construyeron dos unidades para la Fuerza Aérea Hondureña.
Propulsado por un Pratt & Whitney R-1340 Wasp.
NA-16-1G (NA-43)
Destinado al Ejército de Brasil, pero se canceló la orden. Iba a ser similar al BT-9C.
Propulsado por un Wright R-975 Whirlwind.
NA-16-1GV (NA-45)
Solo se construyeron tres unidades para la Fuerza Aérea Venezolana, similares al NA-36 BC-1 del Cuerpo Aéreo del Ejército de los Estados Unidos, pero con timón redondo y soportes de bombas bajo la sección central del ala.
Propulsado por un Pratt & Whitney R-1340 Wasp.
NA-16-4 (NA-46)
12 unidades para la Marina de Brasil.
Propulsado por un Wright R-975 Whirlwind.
NA-16-4RW (NA-47)
Solo se construyó uno para la Armada Imperial Japonesa como el demostrador de tecnología KXA-2, similar al NA-16-4R pero con motor más pequeño.
Propulsado por un Wright R-975 Whirlwind.
NA-16-3C (NA-48)
15 unidades para la Fuerza Aérea de la República de China - Tren de aterrizaje retráctil y fuselaje cubierto de tela.
Propulsado por un Pratt & Whitney R-1340 Wasp.
NA-16-1E (NA-49/NA-61)
430 unidades para la Royal Air Force y la Real Fuerza Aérea Canadiense como el Harvard I, con nueva cubierta de cabina y timón cuadrado. También fue empleado por Sudáfrica y Rodesia del Sur.
powered by Pratt & Whitney R-1340 Wasp
NA-16-4 (NA-56)
50 unidades para la Fuerza Aérea de la República de China - Diseño completamente nuevo, con fuselaje metálico más largo, timón triangular y alas similares a las del T-6. Básicamente un BT-14 con el motor R-1340 y la cubierta de cabina del AT-6.
Propulsado por un Pratt & Whitney R-1340 Wasp.
NA-57
230 NA-23 mejorados para la Fuerza Aérea de Francia, con la designación NAA 57-P-2. La mayoría fueron capturados y empleados por los alemanes, mientras que otros fueron empleados por la Francia de Vichy.
Propulsado por un Wright R-975 Whirlwind.
NA-16-3 (NA-71)
Solo se construyeron tres unidades para la Fuerza Aérea Venezolana.
Propulsado por un Pratt & Whitney R-1340 Wasp.
I.Ae. 21 DL
Una versión argentina que incorporaba el fuselaje del NA-16-1 con alas de diseño local. Fue rechazado a favor del I.Ae. 22 DL, un diseño original de la Fábrica Militar de Aviones (FMA).

## Usuarios
Alemania nazi
- Luftwaffe: empleó aviones franceses capturados.

 Argentina
- Servicio de Aviación del Ejército Argentino[n 1]

 Australia
- Real Fuerza Aérea Australiana (muestras para producción bajo licencia)

 Brasil
- Marina de Brasil

 Estados Unidos
- Cuerpo Aéreo del Ejército de los Estados Unidos/Fuerzas Aéreas del Ejército de los Estados Unidos
- Armada de los Estados Unidos

 Francia
- Armée de l'air
- Aviation navale
- Fuerza Aérea de Vichy

 Honduras
- Fuerza Aérea Hondureña

 Japón
- Servicio Aéreo de la Armada Imperial Japonesa (solo 2 ejemplares para evaluación)

 Países Bajos
- Real Fuerza Aérea de los Países Bajos

 Rodesia del Sur
- Fuerza Aérea de Rodesia del Sur

 Reino Unido
- Royal Air Force (RAF)

 República de China
- Fuerza Aérea de la República de China

 Sudáfrica
- Fuerza Aérea Sudafricana

 Suecia
- Fuerza Aérea Sueca

 Venezuela
- Fuerza Aérea Venezolana

## Ejemplares sobrevivientes
- El único ejemplar intacto de un NA-16 es el NA-16-2A/NA-20 "FAH-21" expuesto en el Museo del Aire de Honduras, en el Aeropuerto Internacional Toncontín.[24]
- Un NA-16-4M sueco (Sk 14) fue construido a partir de un antiguo CAC CA-1 Wirraway de la Real Fuerza Aérea Australiana (número de matrícula A20-223) y piezas adicionales de un antiguo North American NA-64 Yale de la Real Fuerza Aérea Canadiense, estando expuesto en el Museo de la Fuerza Aérea Sueca.[25]
- El CAC CA-1 Wirraway (originalmente un NA-16-2K) fue inicialmente modificado a los estándares y equipamiento británicos, con los modelos posteriores distinguiéndose del NA-16 por detalles menores, tales como la instalación de frenos de picado y otros. El único CA-1 Wirraway sobreviviente es el A20-10, el octavo Wirraway de serie, que es un NA-16-2K construido bajo licencia y expuesto en el Museo australiano de la aviación nacional.[26]

Un total de 10 Wirraway figuran en el registro australiano de aeronaves civiles. En Australia, otros ejemplares se encuentran en el Museo de la aviación de Temora, el Museo australiano de la aviación nacional, el Museo de la aviación de Australia Occidental, el Museo de Victoria, el Museo del Aire de Queensland y el Museo de la Real Fuerza Aérea Australiana (en depósito).

## Especificaciones (NA-16)

### Características generales
- Tripulación: 2
- Longitud: 8,41 m
- Envergadura: 13 m
- Peso vacío: 1.396 kg
- Peso cargado: 2.717 kg
- Peso máximo al despegue: 3.080 kg
- Planta motriz: 1× Wright R-975 Whirlwind, radial de 9 cilindros refrigerado por aire.
  - Potencia: 300 kW (400 hp)
- Hélices: 1× Hamilton Standard bipala por motor.

### Rendimiento
- Velocidad máxima operativa (Vno): 274 km/h (170 mi/h)
- Radio de acción: 1.127 km (700 mi; 608 nmi)

### Desarrollos relacionados
- North American BT-9[28]
- North American BC-1[2]
- North American A-27[29]
- North American T-6 Texan[11]
- North American P-64[30]
- CAC CA-1 Wirraway[13]
- I.Ae. 22 DL[14]

### Aeronaves similares
- CAC Wackett
- Curtiss-Wright CW-22/SNC
- Fleet Fort
- Kyushu K10W1[15]
- Miles Martinet
- Miles Master
- VL Pyry
- Vultee BT-13 Valiant

### Secuencias de designación
- Secuencia NA- (interna de North American): ← NA-47 - NA-48 - NA-49 - NA-50 - NA-51 - NA-52 - NA-53 -- NA-65 - NA-66 - NA-67 - NA-68 - NA-69 - NA-70 - NA-71 →